# Facultad de Ingeniería de la Universidad de Atacama
La Facultad de Ingeniería de la Universidad de Atacama es una de las 7 facultades en que está dividida la Universidad de Atacama. Fue creada en 1981 junto con la universidad, siendo sucesora de la Escuela de Minas de Copiapó y de la Universidad Técnica del Estado.

## Historia
Es importante señalar que la Universidad de Atacama tiene una larga y sólida experiencia en el área de la ingeniería que data desde la Escuela de Minas de Copiapó, sin embargo a partir de la década de 1980 comenzó a impartir Ingenierías Civiles, ya que antes la sede Copiapó, al igual que las demás sedes de la Universidad Técnica del Estado (UTE),  solo daban Ingeniería de Ejecución y quienes desearan estudiar o continuar con la Civil debían hacerlo en la casa central en Santiago, ya que la UTE aplicaba una lógica piramidal estricta. Para el desarrollo de las Ingenierías Civiles se recurrió principalmente a la asesoría de la Universidad de Santiago de Chile y universidades de Alemania, Estados Unidos, Canadá, Bélgica y Brasil.
Sin lugar a dudas como heredera de la Escuela de Minas de Copiapó es la Facultad más importante de la Universidad de Atacama y está compuesta por académicos formados principalmente en la UDA y con posgrados y postitulos en las más prestigiosas universidades de Chile y el extranjero, principalmente en el área de la minería que es la especialidad de esta universidad. Esta Facultad cuenta con numerosos profesores visitantes que provienen tanto de Chile como el extranjero, principalmente alemanes y estadounidenses. Esta facultad también envía académicos al extranjero.

## FIUDA 2030
FIUDA 2030 es un proyecto desarrollado por el Fondo de Innovación para la Competitividad Regional (FIC) de Atacama. El objetivo de este proyecto es formar ingenieros altamente competentes y responsables con el medio ambiente, generar estrategias de desarrollo en los ámbitos de la minería, la energía y la sustentabilidad, en programas de pre y posgrado articulados entre sí, para el desarrollo de la región.

## Carreras
- Geología
- Ingeniería Civil en Minas
- Ingeniería Civil en Metalurgia
- Ingeniería Civil en Computación e Informática
- Ingeniería Civil Industrial
- Ingeniería Comercial

## Posgrados
- Magíster en Ingeniería en Metalurgia
- Magíster en Informática y Ciencias de la Computación
- Magíster en Estadística

## Departamentos
- Departamento de Geología
- Departamento de Ingeniería en Minas
- Departamento de Ingeniería en Metalurgia
- Departamento de Ingeniería en Informática y Ciencias de la Computación
- Departamento de Industria y Negocios
- Departamento de Ingeniería Comercial
- Departamento de Matemática